# ژو کونفی

ژوکونفی

ژو کونفی (انگلیسی: Zhou Qunfei؛ زادهٔ ۱۹۷۰) کارآفرین و سرمایه‌دار هنگ کنگی چینی‌تبار است، که بعنوان مدیرعامل شرکت لنز تکنولوژی فعالیت می‌کند و با دارایی خالص ۹٫۳ میلیارد دلار، بعنوان ثروتمندترین زن چین شناخته می‌شود.